# 伊喬里亞人
伊喬里亞人，或按本族语译为伊乔拉人，是居住在英格里亞地區的一個民族。1848年時，伊喬里亞人的人數有17800人。1926年時，蘇俄還有26137名伊喬里亞人。不過在1959年人口普查時，蘇聯只剩下1100人的伊喬里亞人。據2002年人口普查，俄羅斯有327人伊喬里亞人。此外烏克蘭和愛沙尼亞也有一些伊喬里亞人人口。伊喬里亞人大多信仰東正教。